# Fragmenty Cloza

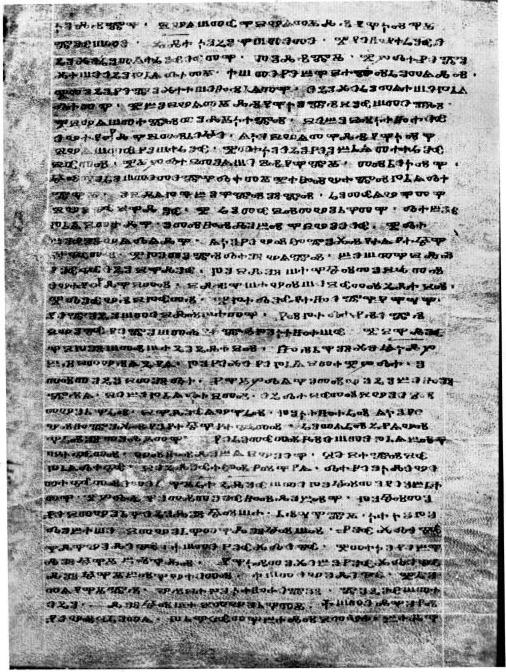
Karta nr 5

Fragmenty Cloza (Glagolita Clozianus) – kolekcja pochodzących z XI wieku 14 pisanych głagolicą kart, zawierających urywki z niezachowanego do czasów współczesnych wielkiego zbioru homilii w języku staro-cerkiewno-słowiańskim.
W XV wieku karty stanowiły własność możnowładcy Jana Frangepaniego na wyspie Krk. Na początku XIX wieku 12 kart znajdowało się w posiadaniu hrabiego Parisa Cloza, który przed swoją śmiercią w 1856 roku przekazał je bibliotece miejskiej w Trydencie. Pozostałe 2 karty odnalazł w 1860 roku w muzeum Ferdinandeum w Innsbrucku słoweński slawista Franc Miklošič. Wśród zachowanych fragmentów rozpoznano homilie Jana Chryzostoma i Epifaniusza z Salaminy. W warstwie językowej tekst zawiera widoczne naleciałości chorwackie.
12 kart należących do Cloza ogłosił drukiem w 1836 roku Jernej Kopitar. Całość tekstu po raz pierwszy wydał wraz z aparatem krytycznym i transliteracją na cyrylicę w 1893 roku Václav Vondrák (Glagolita Clozùv, Praha 1893) i ponownie w 1959 roku Antonín Dostál (Clozianus, staroslověnsky hlaholský sborník tridentský a innsbrucký, Praha 1959).